# Alzira Soriano
Luíza Alzira Soriano Teixeira (Jardim de Angicos, 29 de abril de 1897 —  ibíd. 28 de mayo de 1963) fue una política brasileña.
Se casó el 29 de abril de 1914, a los 17 años, con Thomaz Soriano de Souza Filho, un joven promotor pernambucano, con quien tuvo tres hijas, y quedando viuda a los veintidós años, debido a su deceso de gripe española en 1919.
En 1928, Alzira disputó, a los 32 años, en las elecciones para prefecto de Lajes, ciudad del interior del Estado de Río Grande del Norte, por el Partido Republicano, venciendo en dicha elección con el 60% de los votos. Al tomar efectiva posesión el 1 de enero de 1929, Alzira Soriano se convirtió en la primera prefecta electa en el Brasil y en América Latina.
Con la Revolución de 1930, Alzira Soriano perdió su mandato, por no coincidir con la dictadura de Getúlio Vargas. En 1947, volvió a ejercer el mandato de concejala del Municipio de Jardim de Angicos, cargo para el cual fue elegida tres veces, por la "Unión Democrática Nacionalista" (UDN).